# Zeche Sophia-Jacoba
Die Zeche Sophia-Jacoba in Hückelhoven-Ratheim gehörte zum Aachener Steinkohlenrevier und förderte von 1914 bis zu ihrer Stilllegung am 27. März 1997 Anthrazit-Steinkohle. Sie galt ab 1960 bis zur Aufgabe des Betriebes als modernste Steinkohlenzeche Europas.

## Geschichte

### Entstehung

Friedrich Honigmann

Das Rurtal ist ein geologischer Grabenbruch (siehe Geologie der Niederrheinischen Bucht). Die Gesteinsschichten entlang seiner östlichen und westlichen Verwerfungslinien sind z. T. um mehrere Hundert Meter vertikal gegeneinander verschoben. Das Aachener Bergamt vertrat daher im 19. Jahrhundert die Ansicht, dass es nicht möglich sei, die Kohle führenden Schichten, die im Aachener Revier abgebaut wurden, östlich der Rur wiederzufinden.
Der Dürener Bergwerksunternehmer Friedrich Honigmann war anderer Ansicht und begann 1885 mit Probebohrungen im Gebiet Hückelhoven, Millich und Schaufenberg, wo er bis 1899 29 Felder konzessionieren ließ. Wirtschaftlich konnte ein Abbau der Kohle aber erst in Betracht gezogen werden, als 1908 eine Eisenbahnstrecke zwischen Baal und Roermond geplant wurde, die auch Hückelhoven berührte (siehe Bahnstrecke Jülich–Dalheim). Mit der Eröffnung dieser Bahnstrecke 1911 wurde auch mit dem Abteufen der Schächte 1 und 2 in Hückelhoven begonnen, die 1914 bzw. 1919 fertiggestellt wurden. Ab 1914 wurde – zunächst mit nur 8 Bergleuten – die erste Anthrazitkohle gefördert.
Zwischen 1916 und 1920 übernahm die NEMOS (Nederlandsche Maatschappij tot Ontginning van de Steenkolenvelden) alle Anteile der Erben Honigmanns. Die Zeche wurde 1917 nach den Frauen des NEMOS-Gründers Fentener van Vlissingen und des Grubenvorstandsvorsitzenden Pieter de Vooys benannt.

### Aufbau

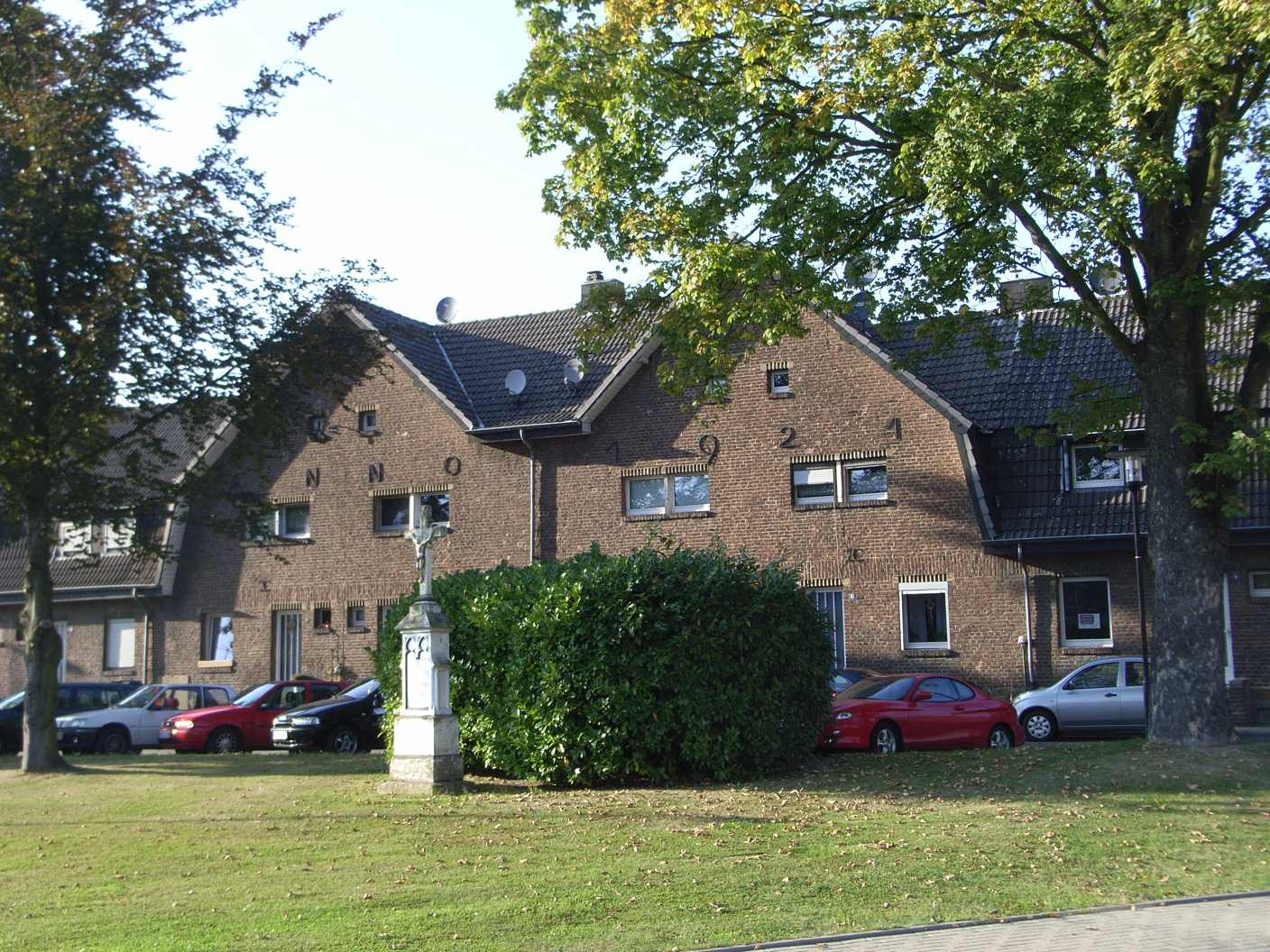
Bergmannssiedlung der 20er Jahre in Schaufenberg

1926 war die Belegschaft auf 2161 Mitarbeiter angewachsen, 1933 gar auf 3395. Um den gestiegenen Bedarf an Wohnraum zu decken, wurde die Siedlung Schaufenberg gegründet. Zwischen 1919 und 1925 entstanden unter Leitung des niederländischen Architekten Emil Emanuel Strasser Arbeitersiedlungen in Hückelhoven und Schaufenberg, um Wohnraum für die angeworbenen Bergarbeiter und ihre Familien zu schaffen. 1929 wurde eine Bergberufsschule eröffnet.
1927 begann man mit der Abteufung des Schachts 3, über dem bis 1934 ein weithin sichtbares Fördergerüst errichtet wurde. Ebenfalls 1934 wurde mit einem Fördergerüst der Schacht 4 bei Ratheim in Betrieb genommen; er diente zunächst nur als Wetter- und Materialschacht. 1936 zählte die Belegschaft der Zeche etwa 4500 Mann. Große Kohlemengen wurden auch exportiert. Die niedrigen Löhne der 1930er Jahre förderten in der Belegschaft Unmut gegenüber der nationalsozialistischen Wirtschaftspolitik. 1937 wurden neben Ponys die ersten Dieselloks unter Tage eingesetzt. Der Einsatz der Grubenpferde endete aber erst 1951.

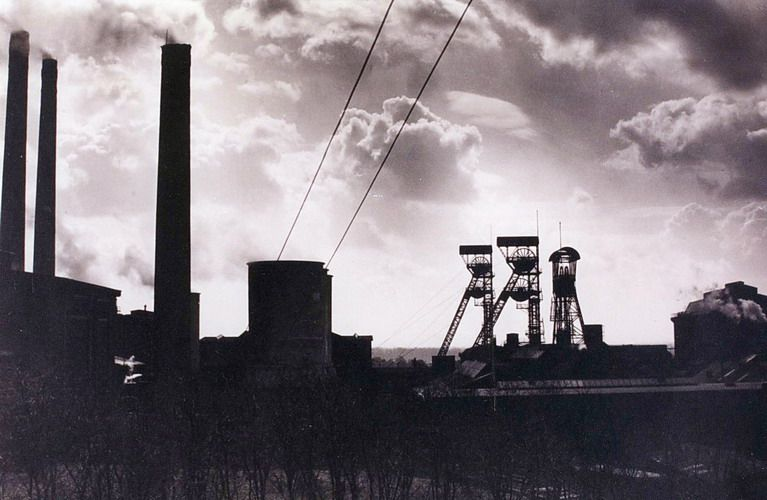
Schacht 1–3 der Zeche Sophia-Jacoba (ca. 1950)

Im Herbst 1944 geriet die Zeche mit dem Heranrücken der Front unter starken Artilleriebeschuss, durch den große Teile der Anlagen über Tage und drei Viertel der werkseigenen Wohnungen zerstört wurden. Die Belegschaft wurde evakuiert; eine Notbesatzung sicherte zunächst noch den Fortbestand der Zeche, musste aber im Januar 1945 ebenfalls die Region verlassen. Unterhalb der 360-m-Sohle sammelten sich über eine Million Kubikmeter Wasser, die nach dem Kriege abgepumpt werden mussten. Im Februar 1945 eroberten US-Truppen das Gebiet. Ende Oktober 1946 wurde die Förderung wiederaufgenommen.

### Zentralisierung

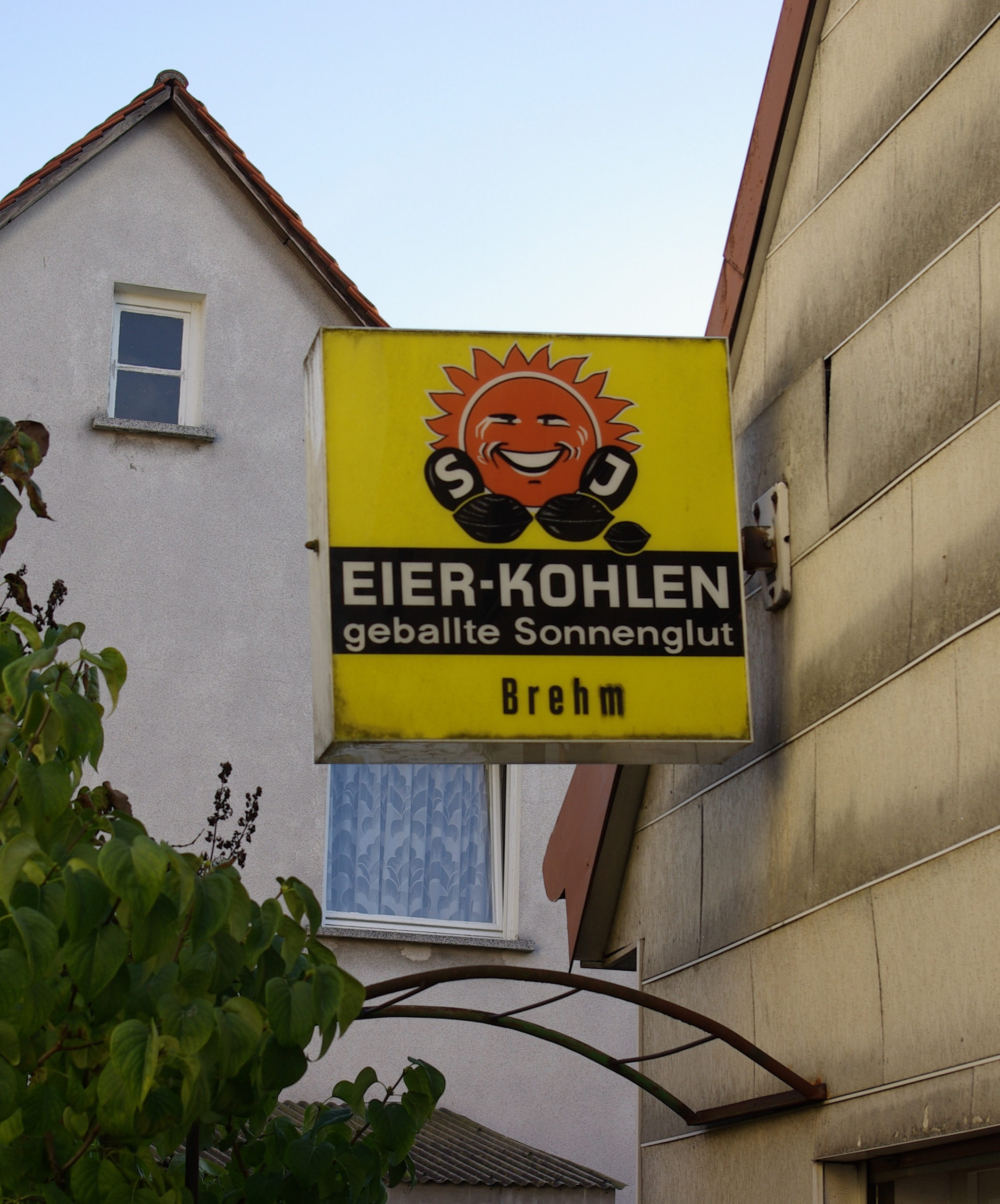
Historische Leuchtreklame einer Kohlenhandlung für Eierkohlen der Zeche Sophia-Jacoba

Nach umfangreichen Erschließungen neuer Abbaufelder entschied sich die Zechenleitung Mitte der 1950er Jahre für den Bau einer Zentralschachtanlage. Als Standort hierfür wurde wegen seiner zentralen Lage Ratheim ausgewählt, denn der Großteil der Kohlefelder lag innerhalb eines Umkreises von 7,5 km um Schacht 4. Schacht 4 wurde zum Förderschacht ausgebaut; ein Förderturm in Stahlbeton-Bauweise wurde 1959 in Betrieb genommen (Architekt Fritz Schupp). In diesem Jahr erreichte die Belegschaft ihren Höchststand von 5669 Mitarbeitern (1986 arbeiteten noch ca. 5000 Bergleute auf der Zeche).
1960 wurde Schacht 5 in Wassenberg-Rosenthal in Betrieb genommen und mit dem Abteufen von Schacht 6/HK bei Ratheim begonnen, der, ebenfalls mit einem Stahlbeton-Förderturm versehen, 1964 fertiggestellt wurde. 1979 wurde die Zentralschachtanlage bei Ratheim um eine Vergleichmäßigungsanlage erweitert, 1983 um eine Kohlenwäsche.
Sophia-Jacoba sollte in den 1950er Jahren eine untertägige Verbindung mit der geplanten Staatsmijn Beatrix in den benachbarten Niederlanden erhalten. Der Niedergang der europäischen Kohleindustrie verhinderte die Ausführung dieser Pläne; die Staatsmijn Beatrix wurde 1962 geschlossen, ohne jemals Kohle gefördert zu haben.

### Niedergang

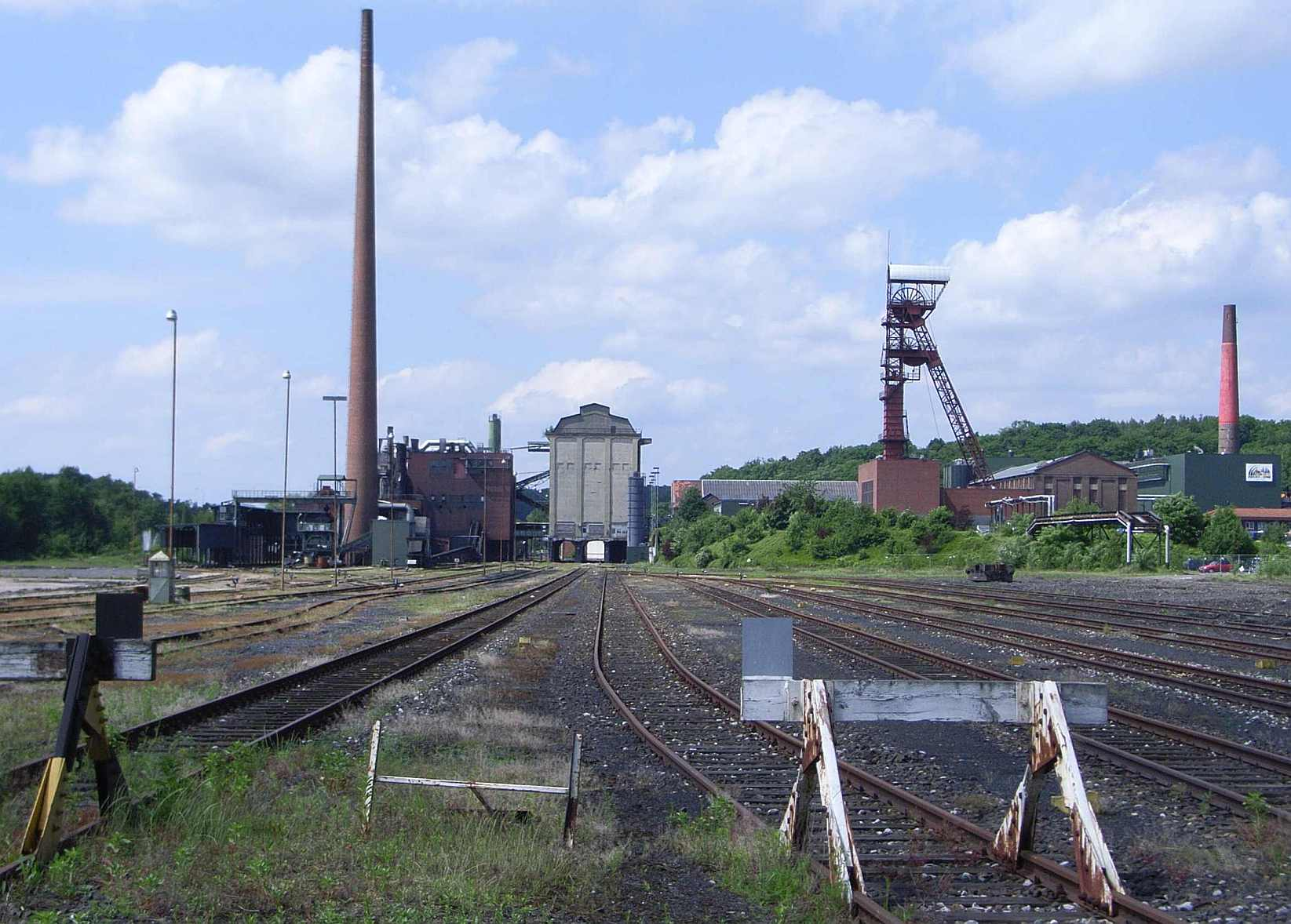
Verladebereich „Am Landabsatz“ mit Brikettfabrik, Förderturm Schacht 3 und Heizkraftwerk

1973 übernahm die niederländische Gesellschaft Robeco N.V. die Zeche.
1984 produzierte die Zeche die Rekordmenge von 420.000 Tonnen „Extrazit“. 1988 beschloss der Aufsichtsrat erstmals eine deutliche Reduzierung von Förderung und Belegschaft. Im Frühjahr 1989 nahm die Robeco Verkaufsgespräche mit der Ruhrkohle AG (RAG) auf. Im September 1989 wurde die Gewerkschaft Sophia-Jacoba zu einer GmbH umgewandelt; sie ging mit der Handelsgesellschaft SJH mit Wirkung zum 1. Januar 1990 auf die RAG über.
Steinkohlebergbau in Deutschland war wegen seiner hohen Förderkosten seit den 1960er Jahren nur mittels Kohlesubventionen in Milliardenhöhe möglich; Importkohle war bis zu letzten Steinkohlezechen-Schließung in Deutschland preisgünstiger. Nach der letzten Zechenschließung stiegen die Exportkohle Preise rapide an. Viele Politiker kritisierten damals diese Subventionen und forderten, diese Steuergelder für andere Zwecke auszugeben, so auch der FDP-Politiker Jürgen Möllemann. 1990 und 1991 streikten und protestierten die Bergleute gegen die Stilllegungspläne. Am 11. November 1991 wurde die endgültige Stilllegung der Zeche im Jahr 1997 beschlossen. Am 27. März 1997 wurde die letzte Kohle gefördert und am 30. Juni 1997 die Zeche stillgelegt.  Einige jüngere Kumpel fanden im Bergwerk Prosper-Haniel in Bottrop eine Weiterbeschäftigung bis auch diese Zeche 2018 geschlossen wurde.
Die unter Denkmalschutz stehenden ehemaligen Verwaltungsgebäude mussten wegen Bergschäden im Winter 2006/2007 abgerissen werden. Das Fernwärmekraftwerk am alten Zechengelände in Hückelhoven ist der einzige noch in Betrieb befindliche Teil der Zeche und ging 1997 zunächst in Besitz des Eschweiler Bergwerksvereins EBV über und wurde dann 2004 an die Stadtwerke Dinslaken verkauft.
Mit der Schließung der letzten deutschen Steinkohlenbrikettfabrik am 31. März 2008 (fast genau 11 Jahre nach Einstellung des Untertagebetriebs) endete im Ratheimer und Hückelhovener Raum die Ära des Steinkohlebergbaus. Begründet wurde die Stilllegung mit rückläufiger Nachfrage im Hausbrandmarkt. Das Gebäude der Brikettfabrik wurde im Februar 2009 gesprengt.

## Abraumhalden

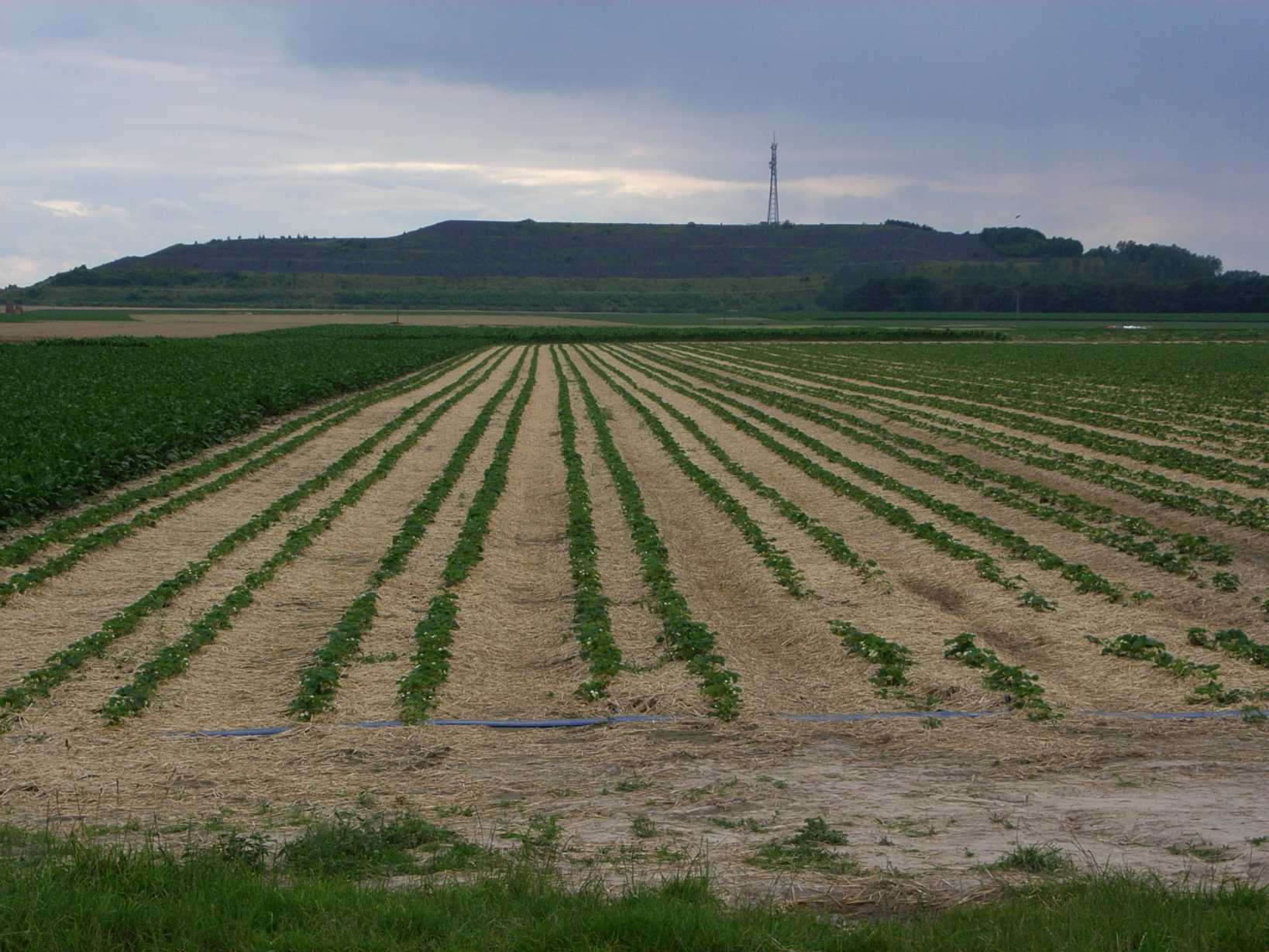
Ratheimer Halde

Durch die Zeche sind im Raum Hückelhoven vier Abraumhalden angelegt worden:
- Die älteste Halde schmiegt sich an den Kantinenberg zwischen Schaufenberg und Hückelhoven an; sie ist heute noch kenntlich durch den alten Robinien-Bestand.
- Die zweitälteste Halde war zwischen Schaufenberg und Millich angelegt worden. Sie ist in den 1950er Jahren durch eine Privatfirma abgetragen worden, um den Restgehalt an Kohle wirtschaftlich verwerten zu können. Nur noch Reste entlang der Schaufenberger Straße erinnern an diese Halde.
- Die 70 Meter hohe Millicher Halde liegt an der L117 zwischen Millich und Hückelhoven und ist heute mit Wanderwegen und Aussichtspunkten erschlossen,  siehe Hauptartikel: Millicher Halde.
- Die Ratheimer Halde liegt weithin sichtbar am Rand des Rurgrabens zwischen Ratheim und Altmyhl. Sie wurde bis zur Zechenschließung 1997 mit Abraum bestückt; ihr höchster Punkt liegt bei 140 m ü. NN. Die Bepflanzung der unteren Bereiche datiert aus der Mitte der 1970er Jahre, die der oberen Bereiche aus den 1990er Jahren.

## Museum

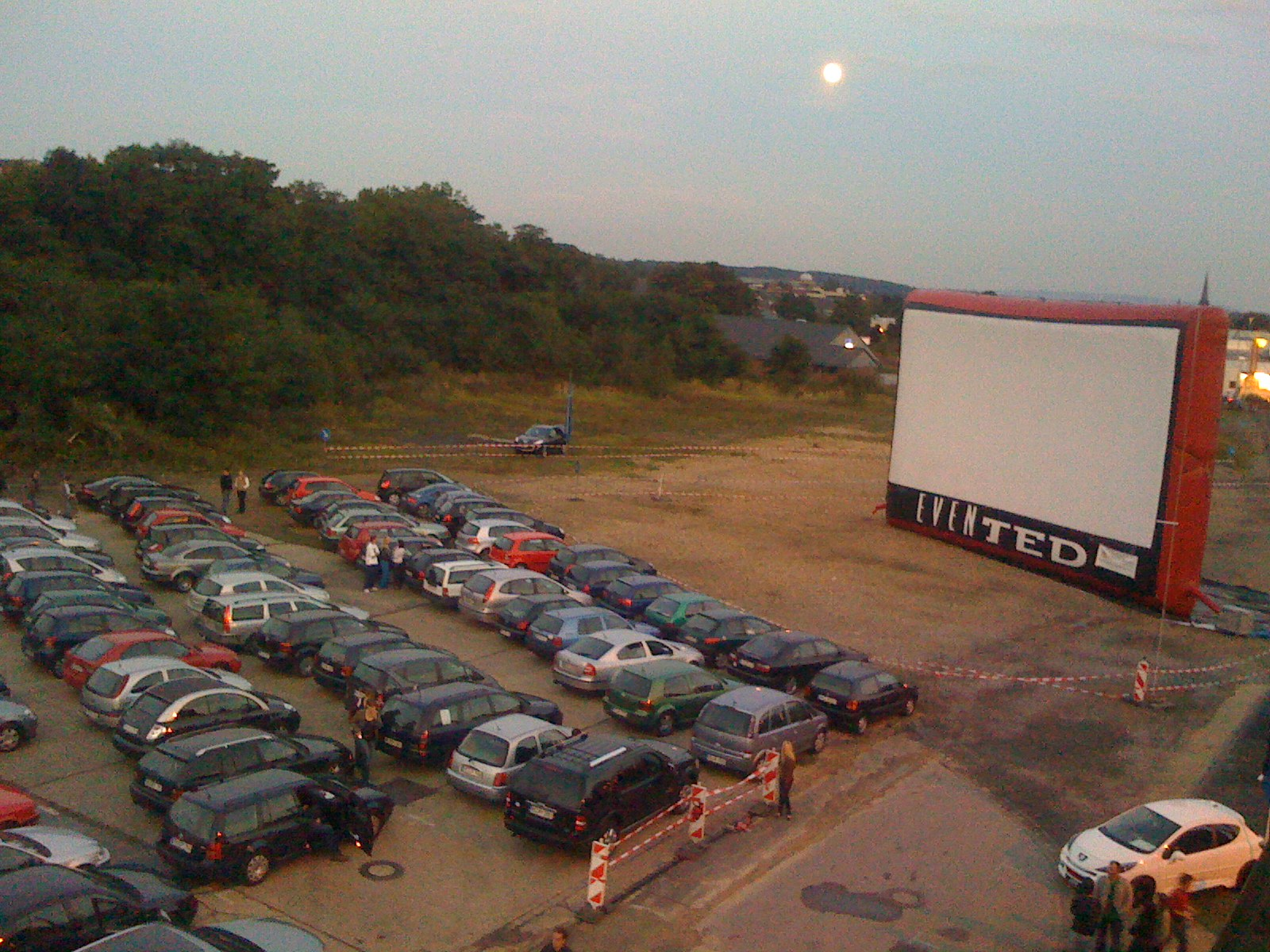
Mobiles Autokino an der Zeche Sophia-Jacoba in Hückelhoven (NRW) – Leinwandgröße 16 × 8 m

Seit der Schließung der Zeche sind ehemalige Bergleute bemüht, die Erinnerungen an die Bergbaugeschichte der Region lebendig zu erhalten. Sie haben sich in einem Förderverein Schacht 3 zusammengeschlossen, der auf dem Gelände der ehemaligen Zeche ein Bergbaumuseum unterhält. Neben Gruppen-Führungen und der Präsentation von Filmen finden dort z. B. Ausstellungen, Flohmärkte und seit 2018 vor dem Förderturm zusätzlich das internationale Open-Air-Festival SommerMusik Schacht3 statt.
Exakt zehn Jahre nach der letzten Kohleförderung, am 27. März 2007, wurde in Anwesenheit des ehemaligen Bundesarbeitsministers Blüm ein Besucherbergwerk offiziell eröffnet. Es ist von den Vereinsmitgliedern in Eigenleistung errichtet worden. Seit 2008 wird das Freigelände als temporäres Autokino genutzt.